# Skälderviken
Skälderviken este o arie protejată (arie de protecție specială avifaunistică — SPA) din Suedia întinsă pe o suprafață de 1.366,8 ha, integral pe uscat.

## Localizare
Centrul sitului Skälderviken este situat la coordonatele 56°13′53″N 12°43′44″E / 56.2315°N 12.7289°E.

## Înființare
Situl Skälderviken a fost declarat arie de protecție specială avifaunistică în decembrie 1998 pentru a proteja 21 de specii de animale.

## Biodiversitate
Situată în ecoregiunile continentală și marină Atlantică, aria protejată nu include niciun habitat protejat.
La baza desemnării sitului se află mai multe specii protejate de  păsări (21): pescăruș albastru (Alcedo atthis), buhai de baltă (Botaurus stellaris), fugaci mic (Calidris minuta), erete de stuf (Circus aeruginosus), erete vânăt (Circus cyaneus), lebădă de iarnă (Cygnus cygnus), șoim de iarnă (Falco columbarius), cufundar mic (Gavia stellata), sfrâncioc roșiatic (Lanius collurio), sitar de mal nordic (Limosa lapponica), vultur pescar (Pandion haliaetus), bătăuș (Philomachus pugnax), ploier auriu (Pluvialis apricaria), corcodel-urechiat (Podiceps auritus), cresteț pestriț (Porzana porzana), ciocântors (Recurvirostra avosetta), chiră mică (Sterna albifrons), chiră de baltă (Sterna hirundo), Sterna paradisaea, chiră de mare (Sterna sandvicensis), fluierar de mlaștină (Tringa glareola).